# کلاینیش
کلاینایش (به آلمانی: Kleinich) یک شهر در آلمان است که در برنکاستل-ویتلیش واقع شده‌است. کلاینایش ۶۹۹ نفر جمعیت دارد.